# پنج شب با فردی: نقض امنیتی
پنج شب با فردی: نقض امنیتی (به انگلیسی: Five Nights at Freddy's: Security Breach) (معروف به پنج شب با فردی ۹) یک بازی ویدئویی ترس و بقا است که در سال ۲۰۲۱ توسط استیل وول استودیوز توسعه یافته و توسط اسکات کاتن منتشر شده است. این نهمین قسمت اصلی از سری پنج شب با فردی و سیزدهمین بازی به طور کلی است که پس از رویدادهای پنج شب با فردی: درخواست کمک رخ می‌دهد. این بازی با دیگر قسمت‌های این فرنچایز متفاوت است؛ زیرا به جای پنج شب، تنها یک شب را شامل می‌شود و دارای گیم‌پلی جهان باز است. بازیکن نقش پسر جوانی به نام گرگوری را بر عهده می‌گیرد که باید از شخصیت‌های متخاصم انیماترونیک و یک نگهبان شب در یک مرکز خرید بزرگ فرار کند و در حالی که سعی می‌کند تا صبح زنده بماند، از رازهای بیمارگونه‌اش فاش می‌کند.
این بازی به صورت دیجیتالی در ۱۶ دسامبر ۲۰۲۱ برای مایکروسافت ویندوز، پلی‌استیشن ۴ و پلی‌استیشن ۵ منتشر شد و درگاه‌هایی برای پلتفرم‌های دیگر قرار بود در تاریخ‌های بعدی منتشر شوند. نسخه فیزیکی پلی‌استیشن ۴ و پلی استیشن ۵ در تاریخ ۱۲ فروردین ۱۴۰۱ منتشر شد. در ۳ تیر ۱۴۰۱، این بازی به طور رسمی برای اکس‌باکس وان و اکس‌باکس سری اکس و سری اس معرفی شد، همچنین نسخه نینتندو سوئیچ این بازی در ۱۹ آوریل ۲۰۲۳ منتشر گشت. این بازی به دلیل جذابیت های زیبایی شناختی، گرافیک، داستان و گیم پلی آن مورد تحسین قرار گرفت، اما به دلیل باگ‌ها و مشکلات فنی آن مورد انتقاد قرار گرفت، در حالی که سیستم ذخیره محدود کننده نظرات را تقسیم کرد. یک محتوای قابل دانلود رایگان به نام "خرابه" در ۲۵ ژوئیه ۲۰۲۳ منتشر شد.

## گیم‌پلی
بازیکن کنترل پسر جوانی به نام گرگوری را در دست می‌گیرد که در یک مرکز خرید بزرگ پر از انیماترونیک‌های مرگبار محبوس شده است و باید ماموریت های متعددی را برای زنده ماندن در شب انجام دهد تا بتواند فرار کند. انیماترونیک‌هایی به سبک دهه ۱۹۸۰ یا «گلمراک» که در سراسر این مرکز خرید یافت می‌شوند عبارتند از: گلمراک فردی، گلمراک چیکا، مونتگومری "مانتی" گیتور، روکسان "راکسی" وولف، مراقب مهد کودک (سان و مون)، گلمراک اندو اسکلتون‌ها، مرد موسیقی باد کرده، و مرد موسیقی دی‌جی. گرگوری همچنین با انواع دیگری از دشمنان مانند ونسا، نگهبان امنیتی روبرو خواهد شد و همچنین ونی، زنی فاسد و قاتل در لباس خرگوش و S.T.A.F.F، ربات‌هایی که می‌توانند در صورت مشاهده مکان گرگوری به دشمنان هشدار دهند.
برخلاف تکرارهای قبلی که فردی یک آنتاگوتیست برجسته است، گلمراک فردی به گرگوری کمک می‌کند تا از انیماترونیک‌های همکار خود فرار کند. فردی در شکم خود محفظه‌ای دارد که "برای کیک‌های تولد و پینیاتاهای بزرگ در نظر گرفته شده است" و گرگوری از آن برای پنهان شدن استفاده می‌کند. او درحالی که درون "دریچه کیک تولدِ" فردی است، می‌تواند از چشمان فردی ببیند و می‌تواند از او برای عبور امن از سایر انیماترونیک‌ها استفاده کند؛ با این حال مون و ونی را فریب نمی‌دهد. همچنین، فردی قدرت باتری محدودی دارد، و اگر شارژش کم باشد، باید در ایستگاه شارژ، شارژ شود، زیرا اگر گرگوری در داخل او باشد و برقش تمام شود، خراب می‌شود و گرگوری را می‌کشد. فردی در طول پیشرفت بازی بروزرسانی‌های سخت‌افزاری را دریافت می‌کند و می‌تواند دو افزونه برای عمر باتری خود و همچنین توانایی بارگذاری بیش از حد قفل‌های فعال شده با صدا و بیهوش کردن دیگر ربات‌ها، شکستن نرده‌های قفل‌شده با زنجیر و یافتن اقلام کلکسیونی را به دست آورد. فردی همچنین می‌تواند به گرگوری توصیه، میانبر یا هشدارهایی درباره چالش‌ها و دشمنانی که در مرکز خرید با آن‌ها روبه‌رو خواهد شد، بدهد.
همه دشمنان با پیشروی شب قوی‌تر می‌شوند، بنابراین بازیکن برای زنده ماندن باید با محیط اطراف خود سازگار شود. گرگوری می‌تواند برای دوری از دشمنان مخفی شود یا برای پرت کردن اشیاء به آنها ضربه بزند. دویدن استقامت را تخلیه می‌کند و اگر کم باشد، گرگوری نمی‌تواند سریع حرکت کند. برخی از رویارویی‌ها به استفاده از استراتژی برای جلوگیری از گرفتار شدن نیاز دارند. گرگوری یک چراغ قوه دارد که می‌تواند از آن برای دیدن در مکان‌های تاریک استفاده کند و دستگاهی به نام "ساعت فز" را روی مچ دست خود حمل می کند که می‌تواند به ماموریت‌ها، سیستم دوربین و موقعیت مکانی خود در مرکز خرید دسترسی داشته باشد و همچنین با فردی ارتباط برقرار کند. با این حال، چراغ قوه قدرت محدودی دارد و نیاز به شارژ مکرر دارد. همچنین دو نوع سلاح وجود دارد که می‌توان از آنها برای بیهوش کردن موقت برخی از دشمنان استفاده کرد: "دوربین فز" و "فزربلستر". دوربین فز می‌تواند تمام دشمنان مستعد را در مقابل بازیکن بیهوش کند، اما زمان شارژ مجدد آن بین استفاده طولانی است. فزربلستر را می‌توان بیشتر از دوربین فز شلیک کرد، با شش شلیک قبل از نیاز به شارژ، اما فقط به یک روش یک انیماترونیک یا S.T.A.F.F را بیهوش می‌کند: تنها با شلیک موفقیت آمیز به سر. بسته به انتخاب‌های انجام شده در طول بازی، مسیرها و پایان‌های متعددی وجود دارد. برخلاف بازی‌های قبلی، این بازی اجازه رومینگ و مبارزه رایگان را می‌دهد، دارای باس‌ها (که برخی از آن‌ها اختیاری هستند) است و به جای پنج شب، کل بازی در یک شب اتفاق می‌افتد که شش ساعت درون بازی طول می‌کشد و زمان فقط در کنار داستان جلو می‌رود. مینی‌گیم‌ها در قالب بازی های آرکید ارائه می‌شوند. آیتم هایی به نام "فیزی فز" (Fizzy Faz) وجود دارند که نوشیدنی انرژی زا هستند و با مصرف آنها استقامت کمِ گرگوری افزایش می یابد.

## داستان
در فردی فزبر مگا پیتزاپلکس، یک مرکز خرید بزرگ با محوریت انیماترونیک‌هایش، گلمراک فردی فزبر، گلمراک چیکا، مونتگومری "مانتی" گیتور و روکسان "راکسی" وولف در حال آماده شدن برای اجرا برای تماشاگران هستند. فردی در حین اجرا دچار نقص فنی می‌شود و خاموش می‌شود و روی صحنه فرو می‌ریزد و اجرا را کوتاه می‌کند.
فردی در اتاق خود در "ردیف راکستار" بیدار می‌شود، جایی که متوجه می‌شود پسر جوانی به نام گرگوری در قسمت شکم او پنهان شده است. ونسا، نگهبان امنیتی شبانه و تنها انسان در کارمندان برای شب، به تمام ربات‌های انیماترونیک و کارمند - که اکثر آنها بدون اطلاع او به طرز مرموزی پرخاشگر شده‌اند - دستور می‌دهد تا گرگوری را پیدا کنند. با این حال، نقص فردی و ترس گرگوری از ونسا باعث می‌شود که او از دستورات نگهبان سرپیچی کند و در عوض گرگوری را به لابی پیتزاپلکس راهنمایی کند، فقط برای اینکه مرکز خرید برای شب قفل شود و گرگوری را در داخل آن نگه دارد. فردی به کمک گرگوری برای زنده ماندن در شب ادامه می‌دهد تا زمانی که راه دیگری برای خروج پیدا کنند یا درهای ورودی دوباره در ساعت ۶:۰۰ صبح باز شود. در تلاش برای به دست آوردن نشان‌های امنیتی سطح بالا برای دسترسی به مناطق خاصی از مرکز خرید، گرگوری وارد مهدکودک مرکز خرید می‌شود و با متصدی مهدکودک، یعنی "سان" مواجه می‌شود. یک قطعی برق، سان را تبدیل به "مون" می‌کند که شخصیتی متخاصم است و دنبال گرگوری می‌رود تا او را بکشد. گرگوری موفق می‌شود برق را به مهدکودک بازگرداند، اما سان گرگوری را به خاطر خاموش کردن چراغ‌ها بیرون می‌کند و قبل از اینکه فردی بیاید، مکان او را به سایر انیماترونیک‌ها لو می‌دهد.
گرگوری توسط ونسا دستگیر می‌شود و بعداً در اتاق گمشده و پیدا شده محبوس می‌شود. ناگهان ونی (زنی با لباس خرگوش تکه‌کاری سفید که مسئول برنامه‌نویسی مجدد انیماترونیک‌ها برای کشتن گرگوری بود) به او نزدیک می‌شود و او قبل از اینکه دوباره با فردی متحد شود فرار می‌کند. گرگوری و فردی وارد زیرزمین می‌شوند، جایی که مون برای آنها کمین می‌کند و فردی را دستگیر می‌کند. گرگوری در تمام زیرزمین پیش می‌رود و از اندو اسکلتون ها دوری می‌کند، قبل از اینکه فردی را که توسط ونسا مورد بازجویی و تهدید قرار گرفته است پیدا کند، ونسا اظهار می‌کند که هیچ سابقه‌ای از گرگوری در پایگاه داده مرکز خرید وجود ندارد و فردی را به تبانی با گرگوری متهم می‌کند. هنگامی که ونسا آنجا را ترک می‌کند و گرگوری فردی را آزاد و تعمیر می‌کند، گرگوری با کاوش در جاذبه‌های اتریوم روبه‌رو می‌شود تا با مونتی برای چنگال‌هایش یا چیکا برای جعبه صدایش بجنگد تا فردی را ارتقا دهد و ابزاری را به دست آورد که می‌تواند به طور موقت انیماترونیک و S.T.A.F.F را منحرف کند. پس از نصب پنجه های مونتی یا جعبه صوتی چیکا، گرگوری و فردی از مرد موسیقی دی‌جی بزرگ رد می‌شوند و به زور چشمان راکسی را می‌گیرند تا فردی را بیشتر تقویت کنند.
ساعت ۶:۰۰ صبح اندکی پس از تکمیل ارتقاء چشم فرا می‌رسد و درها باز می‌شود، اما ونسا پیامی را پخش می‌کند که از گرگوری می‌خواهد برای دریافت جایزه با او ملاقات کند. "پاداش" چندین سی دی ضبط شده از ونسا و یک زن ناشناس است که تحت جلسات روانشناسی قرار می‌گیرند. گرگوری این انتخاب را دارد که یا مرکز خرید را ترک کند، بماند تا به کاوش در اسرار پیتزاپلکس ادامه دهد و سعی کند اسرار باقی مانده را حل کند، یا با ونی روبرو شود، که همچنین مسئول چندین پرونده کودک گم شده در پیتزاپلکس بود.

### پایان‌ها
در مجموع شش پایان برای بازی وجود دارد که هر کدام با یک تا سه ستاره طلایی در کات سین‌های پایانیِ به سبک کامیک خود مشخص شده‌اند.
- ★ پایان کوچه[۱۱]: اگر گرگوری از ورودی اصلی خارج شود، معلوم می‌شود که او بی‌خانمان است و با استفاده از روزنامه‌ای که عکس‌های بچه‌های گم شده قبلی را در صفحه اول دارد به عنوان پتو به جعبه مقوایی که در آن ساکن بوده باز می‌گردد. گرگوری سعی می‌کند به خواب برود در حالی که سایه ونی کوچه را پر می کند، که نشان می‌دهد ونی او را پیدا کرده است.
- ★★ پایان فرار[۱۲]: اگر گرگوری از اسکله بارگیری خارج شود، موفق می‌شود با فردی در یک ون فرار کند و پس از تمام شدن شارژ فردی از باتری ون برای شارژ مجدد فردی استفاده می کند. یک مقاله روزنامه گزارش می‌دهد که فردی با یک گلمراک کرگدن که مثلث می‌نوازد جایگزین شده است، در حالی که مونتی جای او را به عنوان خواننده اصلی می‌گیرد.
- ★★ پایان برن ترپ: اگر بازیکن برای شکست دادن مونتی یا چیکا پیشروی کند تا فردی را به طور کامل ارتقا دهد، گرگوری و فردی می‌توانند در زیرِ ساخت و ساز در مسیر مسابقه راکسی پیشروی کنند و خرابه های مدفون پیتزافروشی سوخته فردی فزبر (در شبیه ساز پیتزافروشی فردی فزبر) را که در زیر زمین غرق شده بود، پیدا کنند که در زیر زمین از طریق یک فروگودال، فرو رفته بود و بیشتر توسط زباله های پیتزاپلکس مدفون شده بود. فردی به یاد می‌آورد که وی در گذشته توسط ونی به آنجا آورده شد تا مسیری را به مکانی ناشناخته در سطح زیرزمین پیتزاپلکس باز کند. آنها با ادغام هیولایی از انیماترونیک‌های قدیمی به نام «بلاب» مواجه می‌شوند. روح ویلیام افتن، یکی از بنیانگذاران سرگرمی فزبر و یک قاتل زنجیره‌ای مرده که پس از شستشوی مغزی ونی در قبل، وقایع را دستکاری می‌کرد، در بدن نیمه بازسازی شده "بورن ترپ" ظاهر می‌شود و تلاش می‌کند کنترل فردی را به دست بگیرد و گرگوری را مجبور به مبارزه کند. افتن، بلاب، بقایای چیکا، مانتی و راکسی به تنهایی علیه او قرار می‌گیرند. نبرد باعث سوختن ویرانه‌ها می‌شود و گرگوری و فردی را مجبور به فرار می کند. بلاب، افتن را با خودش به بالا می‌کشاند و سرنوشت آنها را ناشناخته می‌گذارد و باعث می‌شود قهرمانان داستان از پیتزاپلکس فرار کنند. آن دو در بالای تپه استراحت می‌کنند و از طلوع خورشید لذت می‌برند. این پایان، پایان واقعی در نظر گرفته می‌شود.
- ★★ پایان پشت بام[۱۳]: اگر تعداد معینی از کلکسیون ها جمع آوری شود و فردی ارتقا یابد، گرگوری و فردی تصمیم می‌گیرند قبل از اینکه با ونی روی پشت بام روبرو شوند، مرکز خرید را با استفاده از عروسک های قابل اشتعال به آتش بکشند. فردی از پشت بام با ونی برخورد می‌کند و هر دوی آنها سقوط می‌کنند و از بالای ساختمان پرت می‌شوند. گرگوری نقاب ونی را که معلوم می‌شود زنی شبیه به ونسا است، برمی‌دارد. ونسا که روی پشت بام ایستاده است، در حالی که شعله‌های آتش بزرگ می‌شود، با ناراحتی به بدن فردی و ونی نگاه می‌کند. یک مقاله خبری گزارش می‌دهد که پیتزاپلکس سوخته و اسباب بازی‌های قابل اشتعال فزبر جمع آوری شده‌اند.
- ★★ پایان ونی را از هم جدا کنید[۱۴]: اگر گرگوری و فردی تصمیم بگیرند در مخفیگاه ونی در فیزر بلست با او مبارزه کنند، ونی به S.T.A.F.F دستور می‌دهد که اجزای فردی را از هم جدا کنند. آنها گرگوری را مجبور می‌کنند که به تنهایی با او روبرو شود. گرگوری موفق می‌شود دستگاه ونی را بگیرد و به ربات‌ها دستور می‌دهد که ونی را "از هم جدا کنند". گرگوری به فردی آسیب دیده نزدیک می‌شود، که قبل از خاموش شدن، سخنان دلداری می‌دهد. یک مقاله خبری گزارش می دهد که پیتزاپلکس به دلیل نگرانی‌های بهداشتی بسته شده است و قصد دارد فصل آینده بازگشایی شود (اشاره مستقیم به بازی های بعدی پنج شب با فردی).
- ★★★ پایان رستگاری[۱۵]: اگر گرگوری به جای اینکه تصمیم به کشتن ونی بگیرد، سه بازی آرکید پرنسس کوئست را تکمیل کند، متوجه می‌شود که ربات‌های مرکز خرید خاموش شده‌اند و ماسک ونی دور انداخته شده است. او با سر فردی که درون یک کیف قابل حمل، هنوز زنده است فرار می‌کند و ونسا به او می‌پیوندد. سه نفر در بالای تپه استراحت می کنند و از طلوع خورشید لذت می برند در حالی که گرگوری و ونسا بستنی می‌خورند.متاسفانه افتون میاید و ونسا را با چاقو می کشد

## توسعه و انتشار
در ۱۷ مرداد ۱۳۹۸، در پنجمین سالگرد ساخت اولین بازی، اسکات کاتن تیزر جدیدی را در وب‌سایت خود منتشر کرد و قسمت هشتم این سری را به نمایش گذاشت. این تیزر یک مرکز خرید مدرن را به تصویر می‌کشد که شامل نسخه های دهه ۸۰ فردی، چیکا و دو انیماترونیک جدید است که برای جمعیت هیجان زده بازی می‌کنند. در طول ماه‌های بعد، شخصیت‌های مختلف بازی در چندین تیزر مانند انیماترونیک جدید و شخصیت ونی از درخواست کمک نمایش داده شدند. در ۲ اردیبهشت ۱۳۹۹، نام شخصیت‌ها از فهرست محصولات آینده فانکو به بیرون درز کرد و عنوان آن پنج شب با فردی: پیتزاپلکس است. روز بعد، کاتن افشای اطلاعات را تایید کرد، اما گفت این عنوان رسمی نیست. کاتن همچنین اعلام کرد که این بازی قرار بود در اواخر سال ۲۰۲۰ منتشر شود.
در ۲۶ شهریور ۱۳۹۹، یک تیزر تریلر از این بازی در جریان رویداد ویترین پلی‌استیشن ۵ منتشر شد که اتاق‌های جدید را به همراه لابی اصلی و انیماترونیک‌های جدید نمایش می‌دهد. در پایان ارائه، اعلام شد که این بازی برای رایانه‌های شخصی، پلی‌استیشن ۴ و پلی‌استیشن ۵ منتشر خواهد شد و ممکن است در آینده برای پلتفرم‌های دیگر نیز عرضه شود. با این حال، در ۲۷ آبان، کاتن اعلام کرد که به دلیل همه‌گیری کووید ۱۹ و افزوده‌های جدید به بازی، بازی تا اوایل سال ۲۰۲۱ به تعویق افتاد.
در ۷ اسفند ۱۳۹۹، در جریان پخش زنده سونی اینتراکتیو انترتینمنت، اولین تریلر گیم‌پلی منتشر شد که مناطق و شخصیت‌های مختلف بازی را به نمایش می‌گذاشت.
در ۱۰ شهریور ۱۴۰۰، استیل وول وب سایت جدیدی را با عنوان Security Breach TV راه اندازی کرد تا تیزرهای جدیدی را برای نقض امنیتی میزبانی کند. تنها یک هفته بعد در ۱۶ سپتامبر، اولین تیزر ویدئویی به سبک کارتونی قدیمی به نام فردی و دوستان: در تور! که چهار شخصیت اصلی بازی اصلی را به نمایش می‌گذارد، در Security Breach TV منتشر شد. در طول ماه‌های بعد، وب‌سایت با تیزرهای ویدئویی بیشتری حاوی تصاویر مخفی و تیزرهای داخل ویدیوها بروز شد.
در جریان وضعیت بازی پلی استیشن در ۵ آبان ۱۴۰۰، تریلر نهایی به نمایش گذاشته شد که شامل سایر انیماترونیک‌های گلمراک و همچنین گیم‌پلی، کات سین و مکانیک است. تاریخ انتشار بازی نیز ۲۵ آذر ۱۴۰۰ اعلام شد.
به روز رسانی در ۹ اسفند ۱۴۰۰ منتشر شد که بسیاری از باگ‌‎ها و اشکالات موجود در بازی را برطرف کرد و در عین حال دشواری بازی را نیز آسانتر کرد.

### اسپین آف
در ۸ اردیبهشت ۱۴۰۰، کاتن اعلام کرد که به دلیل اندازه غیرمنتظره بازی، انتشار آن بیشتر به تعویق افتاد. به عنوان غرامت برای بازیکنان، کاتن یک نرم‌افزار رایگان بیت ام آپ با عنوان پنج شب با فردی: خشم منتشر کرد.

### رسانه‌ها و کالاهای مرتبط
قبل از انتشار نقض امنیتی، در ۹ آبان ۱۳۹۹، فانکو مجموعه‌ای از اکشن فیگورهای انیماترونیک‌های گلمراک و مینی‌های رمز و راز کلکسیونی را منتشر کرد. در ۳۰ اردیبهشت ۱۴۰۰، فانکو همچنین دو مجسمه ۱۲ اینچی را منتشر کرد: یکی از گلمراک فردی و گرگوری که از ونی پنهان شده بودند و دیگری از ونی و نگهبان شبانه ونسا در طرف مقابل یک گیاه گلدانی.

### محتوای قابل دانلود
در ۳۰ مه ۲۰۲۲، یک محتوای قابل دانلود رایگان با عنوان "خرابه" برای نقض امنیتی اعلام شد. در ۱۵ می ۲۰۲۳، وب سایت Security Breach TV یک تیزر جدید مربوط به خرابه را منتشر کرد. مدت کوتاهی پس از آن، تریلر گیم پلی این دی ال سی در کانال یوتیوب استودیو استیل وول در ۱۹ مه ۲۰۲۳ منتشر شد. این تریلر نام قهرمان جدید را به عنوان "کَسی" نشان می‌دهد که هدفش نجات گرگوری در خرابه‌های پیتزاپلکس است. هشت تیزر جدید نیز برای این دی ال سی در کانال یوتیوب لوئیس داوکینز (معروف آنلاین به عنوان Dawko) در ۲۴ ژوئن ۲۰۲۳، در جریان مستقیم خیریه برای پروژه Trevor فاش شد. در ۱۴ ژوئیه ۲۰۲۳، استیل وول تاریخ انتشار این دی ال سی را ۲۵ ژوئیه ۲۰۲۳ اعلام کرد. در این دی ال سی کَسی به دنبال گرگوری وارد پیتزاپلکس می‌شود و به دنبال او به مکان شبیه ساز پیتزافروشی فردی فزبر در زیرزمین می‌رود؛ اما در پایان می‌فهمد که "میمیک" (یکی از شخصیت های سری کتاب داستان هایی از پیتزاپلکس که میتواند از صدا و حرکات دیگر انسان ها تقلید کند) با تقلید صدای گرگوری او را به پیتزاپلکس کشانده تا آزادش کند.

## پذیرایی

### پذیرش انتقادی
| گردآورنده | امتیاز     |
| --------- | ---------- |
| متاکریتیک | PC: 64/100 |

| ناشر          | امتیاز |
| ------------- | ------ |
| Jeuxvideo.com | 11/20  |
| پی‌سی گیمز     | 5/10   |

بر اساس گزارش گردآورنده بررسی متاکریتیک، پنج شب با فردی: نقض امنیتی نقدهای "مختلط یا متوسط" دریافت کرد. جئوکس‌ویدئو یک بررسی متفاوت ارائه کرد، جو و اصالت بخش‌های گیم‌پلی خاص را ستایش کرد، اما از اشکالات و مسائل فنی انتقاد کرد. بن یاهتسی کروشاو از ده اسکیپیست بیشتر از بازی انتقاد می‌کرد و از جلوه‌های بصری تمجید می‌کرد، اما از اشکالات، طراحی و سیستم ذخیره محدود انتقاد می‌کرد.

### تمجیدها
این بازی در وبلاگ رسمی پلی‌استیشن در دسامبر ۲۰۲۱ نامزد شد و برنده شد.

## جستار های وابسته
پنج شب با فردی
اسکات کاتن